# Lazarr
Lazarr est le tome 1 de la série de bande dessinée Les Entremondes, de Manu Larcenet et Patrice Larcenet au scénario, publié chez Dargaud, dans la collection Poisson Pilote.

## Synopsis
L'histoire est contée sous forme de flashback du point de vue de Bird.
Mississippi, 1965. Le shérif Metzger a deux passions malsaines : son pistolet, qu'il a nommé d'après Lee Harvey Oswald, et l'idéologie raciste du Ku Klux Klan. Il choisit comme victime des deux le jeune Bird, un Noir coupable d'avoir utilisé les toilettes des Blancs malgré la ségrégation. Bird se rebiffe et les deux hommes s'entre-tuent...
Cette mort particulière les désigne pour un au-delà nommé Lazarr, dominé par leurs lointains prédécesseurs - Aabel et Kain. Kain, créature maléfique, sait déjà que le pistolet de Metzger est si chargé de haine qu'il lui ouvrira les portes des mondes vivants, où il pourra dès lors étendre son empire. Aabel et un mystérieux vagabond, lié au Destin, chargent Bird et Metzger d'empêcher cela.

## Thèmes
Le thème dominant de l'album est le racisme. Comme les héros du film La Chaîne, Bird et Metzger se haïssent, mais ils sont liés de façon indissoluble et forcés de coopérer. Les fréquentes piques qu'il échangent servent à la fois à détendre le lecteur et à souligner leur irréductible opposition.
L'arrière-plan métaphysique, avec référence à la Bible, élargit la question à celle de la haine en général.